# 菅崎あみ
菅崎 あみ（かんざき あみ、1984年2月16日 - ）は愛知県出身のタレント、モデル、女優。ユニオンエンタテインメント所属。

## 来歴
2004年千葉県のローカルアイドルグループC-ZONE初代メンバーとして活躍。その後メンバー交代で脱退。

## ディスコグラフィ

### DVD
- Flower Label（2004年）
- AMI-GO!（2009年）

### ソロ名義CD
- ニコニコダンス（2010年）

## 出演

### テレビ
- 水着少女 （2004年、テレビ東京）出演
- 志村通 （2005年、フジテレビ）出演
- 志村けんのバカ殿様 千客万来!笑って下さいスペシャル （2005年1月4日、フジテレビ）出演
- おとなの眼鏡（月間完結ドラマ）（チバテレビ）出演
- くわまんのパチラックスTV（2007年4月、テレ玉）出演
- 勝利の女神〜2ndSTAGE〜（2007年4月-9月、チバテレビ）レギュラー出演
- ひるたま・ごごたま（2007年10月、テレビ埼玉）準レギュラー出演
- 勝利の女神〜3rdSTAGE〜（2007年10月-2008年9月、チバテレビ）MCとしてレギュラー出演
- 勝利の女神〜テレビドラマ編〜（2009年4月、チバテレビ）主演
- 勝利の女神4〜バラエティ編〜（2009年5月-、チバテレビ）レギュラー出演
- 高校野球ダイジェスト（2009年7月、チバテレビ）アシスタント
- 女神のやる気!（2010年4月-9月、チバテレビ）レギュラー出演
- 2010千葉国体PR番組イメージガール（2010年4月、チバテレビ）レギュラー出演
- おてんこしゃんこ（2011年10月-、チバテレビ）レギュラー出演
- miss UNIVERSE Japan 千葉大会2014（2013年10月-12月）レギュラー出演
- ドラマ「発足！ギャル内閣」（2014年1月-3月）出演

### CM
- グリコ乳業　「とろ〜りクリームonプリン」（2005年）
- チャーミースノーアイス（2009年）

### ラジオ
- SAME'S BAR（2008年7月-）レギュラー出演
- 勝利の女神〜ラジオドラマ編〜（2009年3月、FM-FUJI）主演
- Inter-FM「菅埼あみの"ボクらの地球"」（2010年4月-）パーソナリティー

### 映画
- 俺は、君のためにこそ死ににいく（2007年5月、東映）伊地知　敏子役

### イベント
- ナゴヤオートトレンド2008イメージガール（2008年3月）
- プロ野球マスターズリーグ 東京ドリームス対名古屋80D'sers 始球式（2008年12月）
- ナゴヤオートトレンド2009イメージガール（2009年3月）
- ナゴヤオートトレンド2010イメージガール（2010年3月）
- 「TOKYO GIRLS COLLECTION in 沖縄（RACo）」（2012年11月）モデル出演
- 「TOKYO GIRLS COLLECTION SPRING LIVE Edition supported by 宮崎恋旅」（2013年3月）モデル出演
- 「琉球アジアコレクション2015/RACo2015」（2015年10月）モデル出演